# 翼賛政治会
翼賛政治会（よくさんせいじかい、英語: IRAPS, Imperial Rule Assistance Political Society）は、戦時中に存在した日本の衆議院・貴族院合同の院内会派・政治団体。略称は翼政会。日本の歴史上、唯一の「一国一党」体制を樹立した団体である。

## 概説
1942年（昭和17年）4月30日の第21回総選挙（翼賛選挙）においては、大政翼賛会及びその傘下の大日本翼賛壮年団推薦を受けた候補者が過半数を遥かに上回る議席数を獲得したものの、東條内閣に批判的な非推薦候補も少なからず当選した。これを憂慮した内閣総理大臣東條英機は、5月7日に政界・財界・言論界の代表70名を招いて翼賛政治結集準備会を結成させ、座長に住友財閥出身の小倉正恒元大蔵大臣を起用した。
その後、現職閣僚5名と追加代表2名を加えた77名を発起人として有志による結成の体裁を保ちつつ、5月14日に会名・綱領・規則を発表して新組織への参加要請状を各界要人に発送した。しかし実態としては衆議院における大政翼賛会の別働隊で、今回の選挙における推薦候補者の出身母体でもあった翼賛議員同盟は一旦解散して新組織の中核を担い、内務省も速やかに政治結社として認可する方針を打ち出していた。
その一方で、選挙以前に存在していた翼賛議員同盟以外の小会派（同交会など、非推薦候補者の出身母体でもあった）については、政事結社としての継続を認めずに解散が命じられることになった。このため、今回の選挙で選ばれた衆議院議員は新組織に所属しない限り、事実上政治活動が出来なくなった。
かくして、5月20日に翼賛政治会が結成され、初代総裁には翼賛選挙における推薦候補の選定機関であった翼賛政治体制協議会会長の阿部信行元内閣総理大臣がそのまま横滑りし、衆議院においては全466名中刑事訴追者2名と解散に抵抗した東方会の6名を除く458名が参加、既存の院内会派との事実上の掛け持ちが許され、なおかつ任意参加とされた貴族院においても411名中326名の参加があった。なお、東方会も3日後に解散させられて全員が翼賛政治会に強制加入させられることになった。貴族院の院内会派は成立時以来の建前上、会派がまとまって政治活動はしないこととなっていたため、ここにおいて一応は「一国一党」体制が成立したことになった。
翼政会は挙国的政治力の結集、翼賛議会の樹立、大政翼賛会との密なる連携と大政翼賛運動の徹底が綱領に掲げられ、政府提出法案に無修正で速やかに可決させることで戦争遂行に協力することが、帝国議会議員の義務とされた。翼政会は最高機関として29名からなる総務会が置かれて藤山愛一郎ら非議員が多数を占めた。一方、帝国議会における議事運営のために衆貴両院から各7名ずつの常任総務会が設置されて、衆議院側からは前田米蔵・大麻唯男・永井柳太郎・山崎達之輔ら、貴族院側からは後藤文夫・伍堂卓雄・石渡荘太郎・岡部長景らが選出された。
「翼賛議会の確立」という綱領にも掲げられた目標達成のために、常任総務会のメンバーには強力な権限が与えられ、非推薦候補出身議員ら政府に批判的な議員に対しては、翼政会でも議会内でも発言権を剥奪していった。一方政府や軍部は、相手が翼賛議会であるといってもこれを無視して対立状況を惹き起こすことは「挙国一致」の体裁を守るために避けなければならず、常任総務会のメンバーを入閣させたり、国内政策の決定過程において翼政会の意向を配慮するなどの「協力」を求めざるを得ず、翼政会には「包括政党（catch-all party）」的な要素も含まれていた。
ところが、程なく衆議院では旧政党（立憲政友会・立憲民政党）単位での派閥的な動きが見られるようになり、翼賛議会で初当選を果たした新人議員の中でも翼賛体制の申し子的存在であった大日本翼賛壮年団出身者と翼賛体制に懐疑的な既存右翼出身者（赤尾敏・笹川良一ら）が、路線対立を行うようになった。また、地方組織を持たない翼政会では次の選挙活動が出来ないとして大政翼賛会との合併を求める動きが出てくるものの、東條首相の反対で押さえ込まれてしまった。そして1943年（昭和18年）6月には、鳩山一郎・中野正剛ら6名の衆議院議員が翼政会から離脱してしまったのである。
それでも東條内閣が継続している間は翼賛議会とこれを支える翼賛政治会は取りあえずは磐石な体制を継続していた。1944年（昭和19年）7月に東條英機に替わって小磯国昭朝鮮総督が後任の内閣総理大臣となり、替わりの朝鮮総督に阿部総裁が任命されると、8月には後任として小林躋造元台湾総督が就任した。これ以後翼政会内部で綻びが生じ始めた。小林の統率力に疑問が持たれる中で、12月に小磯内閣の国務大臣に任命された小林は小磯首相から本土決戦に備えて大政翼賛会や翼政会の改組を指示される。
小磯と小林は大政翼賛会・大日本翼賛壮年団・翼政会を解散させる替わりに大政翼賛会の地方部門と翼政会を統合して、全国民を統合する新党を結成する方針を打ち出した。この方針は直ちに1945年（昭和20年）1月20日の翼政会代議士会で了承され、2月12日には小林総裁より新党結成方針が正式に出されたものの、少数派として決定から排除される形となった大政翼賛会幹部と大日本翼賛壮年団出身議員が反発、続いて小林総裁に不満を抱いていた反主流派の岸信介が松岡洋右を新しい総裁に擁立する構想を計画していたことが明らかとなった。このために翼政会内部は大混乱に陥り、小林に反発する反主流派や大日本翼賛壮年団出身議員が次々と離脱を表明した。これに対して小林は3月1日に国務大臣を辞任して新党結成と反対派説得に尽力するが、3月8日の新党の設立準備委員会結成の時点で、既に小林構想は破綻状態にあった。
大日本翼賛壮年団出身議員は3月10日に翼壮議員同志会を、岸信介ら旧翼賛政治会反主流派も3月11日に護国同志会を結成して、翼政会及び新党との訣別を宣言した。この状況を見て貴族院側も新党参加を見送ることを決定、3月30日に翼政会は解散して替わりに南次郎を総裁とする大日本政治会を結成するものの、「一国一党」の翼賛議会体制は事実上崩壊状態に陥ったまま、日本の敗戦を迎えることとなった。
戦後は連合国軍最高司令官総司令部により、翼賛政治会の幹部経験者が多数逮捕。巣鴨拘置所に勾留された。

## 歴代翼賛政治会総裁一覧
|   | 代表 | 代表     | 備考                               |
| - | ---- | -------- | ---------------------------------- |
| 1 |      | 阿部信行 | 元内閣総理大臣、陸軍大将（予備役） |
| 2 |      | 小林躋造 | 元台湾総督、海軍大将（予備役）     |